# Észak-Peru
Észak-Peru, hivatalosan Észak-perui Köztársaság (spanyolul: República del Norte del Perú) Peru kettéosztásából, az ún. perui-bolíviai konföderáció keretén belül létrejött autonóm állam. Formailag már 1834-ben kialakult, de hivatalosan csak az államszövetség 1836-os létrejöttével kiáltották ki.
Mivel a felosztásnak és a konföderációnak nagyon sok belső ellensége lett, ezért az északi és a déli ország között polgárháború alakult ki. 1838-ban Észak-Peru ráadásul kilépett a konföderációból, ezzel rövid időre teljesen független állammá vált. Ugyancsak fellépett a konföderáció ellen Chile és Argentína is, akik fegyveres erővel felszámolták a szövetséget. 1839. augusztusában Agustín Gamarra visszaintegrálta a két államot az egységes Peruba.

## Történelme
Peru kettéválása az 1834-ben bekövetkező instabill állapotokban keresendő, amely 1835-ben polgárháborúhoz vezetett Felipe Santiago Salaverry önhatalmúlag fellépett elnök és a törvényesen megválasztott Luis José de Orbegoso között. Utóbbit Andrés de Santa Cruz bolíviai elnök is segítette. Segítségével de Orbegoso meg is nyerte a háborút 1836-ban és megkezdte Peru és Bolívia államszövetségének kialakítását.
Az első alkotmányozó gyűlést 1836. augusztus 3. és augusztus 24. között tartották Észak-Peruban, három frakció részvételével. Augusztus 11-én kikiáltották Lima székhellyel az Észak-perui Köztársaságot, amelyet egy diadalmas bevonulás követett a fővárosba augusztus 15-én de Orbegoso erőinek és a bolíviai seregnek. Ezek után de Orbegoso benyújtotta a lemondását, ám a közgyűlés ezt nem hagyta jóvá és kinevezte ideiglenes elnöknek.
A közgyűlés alakította ki a két Észak- és Dél-Peru területi felosztását. Észak-Peru továbbra is Peru nemzeti szimbólumait használta, míg Dél-Peru külön zászlót és címert kapott.
A két országrész szétválását követően 1836. október 28-án Santa Cruz kiadta a rendeletet Észak-Peru, Dél-Peru és Bolívia konföderációjának létrehozására. Ennek a szövetségnek az alapokmányát a tacnai szerződés jelentette. Az egyezményre vegyes reakciók születtek, ezért minden tagállam saját alkotmányozó gyűlést hozott létre.
A konföderáció létrehozása, s leginkább Peru felosztása sokakat felháborított, akik mindebben a nemzet megosztását látták (megjegyzendő, hogy az északi és déli nacionalista csoportok között sem volt kimondott összhang az egységes Peru visszaállításának mikéntjét illetően).
Az ellenzéki politikusok, mint Gamarra vagy Ramón Castilla Chilébe menekültek, ahol támogatást is nyertek az ottani kormánytól.
Mialatt mind Bolívia ellen, mind a kettéosztott Peruban is harcok törtek ki, 1836. december 26-án Chile hadat üzent a konföderációnak, azzal érvelve, hogy Perut törvénytelenül csatolta Bolíviához és fenyegeti más dél-amerikai államok integritását, illetőleg chilei ellenzéki erőket is támogat. 1837. május 19-én Juan Manuel de Rosas argentin elnök is belépett a háborúba, miután Bolíviával határmenti konfliktusok alakultak ki és Bolívia emigráns argentin centralistákat támogatott.
Bár a háború kezdetén a chilei hadsereg elfoglalta Dél-Perut, ám az invázió rövidesen összeomlott. A második, argentin támogatással induló hadjárat már sikerrel járt és Dél-Perut 1838. július 19-én elfoglalták.
Július 30-án Észak-Peru bejelentette kilépését a konföderációból és függetlenségét meg is tudta tartani a chilei csapatokkal szemben. Hozzájárult ehhez, hogy a chilei parancsnokok nem tartották fontosnak Észak-Peru lerohanását, s Chile megelégedett volna azzal, ha Dél-Peru is mint egyfajta államszövetség csatlakozik hozzá.
A polgárháború és a külső ellenséggel vívott háború viszont mind a három országot szétzilálta. Észak- és Dél-Peruban egyszerre hét elnök harcolt a hatalomért, köztük de Orbegoso, Santa Cruz és Gamarra. A helyzet gyakorlatilag átláthatatlan volt. Tovább súlyosbította az egészet, hogy de Obergoso vissza akarta állítani az addigi állapotot Dél-Peruban, ezért külön háborút kezdett Chile és a Dél-Peruban berendezkedő Gamarra ellen.
A Lima melletti Portada de Guías-nál, 1838. augusztus 21-én vívott csatában de Obregoso olyan súlyos vereséget szenvedett, hogy rejtőzködni volt kénytelen. Azonban még így sem volt hajlandó feladni, s kijelentette később, hogy tovább küzd a megszállók ellen. Ennek jegyében de Obergoso visszatért Santa Cruz mellé és újból támogatni kezdte a konföderáció fenntartását.
1839. január 20-án Santa Cruz-t azonban végleg legyőzte Gamarra, aki augusztus 25-én visszaállította Peru egységét.
Az ország északi részén később a 19. század végén és a 20. század elején, Loreto megyében bontakoztak ki autonomista és elszakadási törekvések, amelyek a Loretói Szövetségi Állam majd a Loretói Köztársaság kikiáltásában nyilvánultak meg.

## Elnökök
Jogi szempontból, ha a zűrzavaros időszakot nem vesszük, amikor Peruban hét elnök is volt egyszerre (melyből csak hat Észak-Peruban), akkor Észak-Perunak fennállása során két elnöke volt:
- Luis José de Orbegoso (1837-1838)
- José de la Riva Agüero (1838-1839)